# Barbara Sydney Parris
Barbara Sydney Parris, född 1945 i Weymouth, Storbritannien, är en brittisk-nyzeeländsk botaniker.